# Дружелюбивка
Дружелюбивка (на украински: Дружелюбівка) е село в Южна Украйна, Подилски район на Одеска област. Основано е през 1895 година. Населението му е около 19 души.